# جونگ جو گوک
جونگ جو گوک (کره‌ای: 정조국؛ زادهٔ ۲۳ آوریل ۱۹۸۴) بازیکن سابق فوتبال اهل کره جنوبی است که برای باشگاه فوتبال ده‌گو مربی‌گری می‌کند.
از باشگاه‌هایی که در آن بازی کرده است می‌توان به باشگاه فوتبال اوسر، باشگاه فوتبال سئول، باشگاه فوتبال گوانگجو و باشگاه فوتبال نانسی اشاره کرد.
وی همچنین در تیم‌های ملی فوتبال زیر ۱۷ سال کره جنوبی، زیر ۲۰ سال کره جنوبی، زیر ۲۳ سال کره جنوبی و کره جنوبی بازی کرده است.